# Гандра (Валенса)
Гандра (порт. Gandra) — район (фрегезия) в Португалии, входит в округ Виана-ду-Каштелу. Является составной частью муниципалитета Валенса. По старому административному делению входил в провинцию Минью. Входит в экономико-статистический субрегион Минью-Лима, который входит в Северный регион. Население составляет 1243 человека на 2001 год. Занимает площадь 10,64 км².